# 早稲田大学医学部設置構想
早稲田大学医学部設置構想（わせだだいがくいがくぶせっちこうそう）は、早稲田大学の歴史においての出来事。

## 明治時代
1901年の夏ごろから東亜同文会関係の人物が中心となり同士を糾合し、これに医学関係の人物が首脳として加わり1902年初頭に東亜同文医会が結成された。1901年の末頃から片山国嘉や北里柴三郎らによって働きかけられ1902年初めに亜細亜医会が形成される。これら2団体は大同小異で成員も重複していたことから、亜細亜医会の結成を表明する以前にこの2団体は併合して、1個のより強固な組織に再編成する合意が得られ、東亜同文医会と亜細亜医会が合体して同仁会が成立した。1902年6月16日に華族会館で設立総会が行われ、ここで決定された陣容は、同仁会は東亜同文会の傘下に組み込まれているということであった。同仁会の初代会長は長岡護美であったが、1904年8月に辞任し大隈重信が2代目会長に就任した。
1906年に大隈重信が会長を務める同仁会が早稲田大学の敷地内に東京同仁医薬学校を設立し、これは早稲田大学の医学部になるだろうと思われていた。
1907年12月に早稲田大学第二期計画が作成され、早稲田大学の理科と医科の資金計画が定められ、1908年1月に決定される。医科に先んじて理科が設置されることになった。
1908年6月の早稲田学報で大隈重信は、これからの国家では医師を育成することが急務であるということを述べている。同年5月16日に開かれた校友会臨時大会では早稲田大学は医科を設置する計画であるが、そのための資金を集めることが困難であることを述べる。
1908年10月13日の維持員会では理工科と医科を同時に開校することは至難であるから、まず理工科を設置することが決議された。1909年7月2日の維持員会では経営の方針としてまず理工科の設備を完成させて、固定基金を確立させて、これをもって維持の基本を作り、それから医科の経営に移ることとされた。
1911年に早稲田大学医科の構想の基礎であった東京同仁医薬学校は、経営が思わしくなく長く維持することが困難になったために廃校になった。

## 1950年代
1950年に日本医科大学付属病院に入院していた早稲田大学名誉教授であった山本忠興は、非公式に早稲田大学と日本医科大学の提携交渉を行っていた。それから交渉が進み1953年に早稲田大学が日本医科大学を訪問して提携を申し込んだのだが、日本医科大学ではこの提携を合併と見た意見があった。これには合併されることでの反対意見と、総合大学で教育研究が発展するための賛成意見が対立して学内を沸かした。1953年9月の日本医科大学の定例理事会で学長は賛成の教授に打ち切りを言い渡した。歴史と伝統が異なる両大学の提携は困難であり、提携の申し出自体が無かったこととされた。1954年6月の日本医科大学の理事会でこの問題には終止符が打たれたことが確認された。
1956年に農林水産大臣であった河野一郎が、第一国立病院を早稲田大学に払い下げるという発言をした。同年7月の閣議で日本政府は国立病院を民間団体に移管する方針を打ち出した。その席上では河野一郎は、第一国立病院を早稲田大学の附属病院として払い下げたいと発言した。しかしこれには厚生省が強く反発したために、早稲田大学に第一国立病院を払い下げるということは実現しなかった。

## 1970年代
1970年に村井資長が早稲田大学の総長に就任する際に、早稲田大学に医学部を設置するということを掲げていた。1978年4月に出された創立100周年記念事業計画では、医学部に変えて総合医科研究所と附属専門病院を設置することが提起されていた。1979年の創立100周年事業の最終報告書では資金規模の観点から総合医科研究所と附属専門病院は100周年記念事業から外されていた。こうして100周年記念事業で医学部を設置する構想は無くなった。その代わりに早稲田大学人間科学部が設置されることになった。同報告書では早稲田大学農学部が設置される予定であった場所に早稲田大学本庄高等学院が設置されることになっていた。

## 2000年代
2008年4月に東京女子医科大学・ 早稲田大学連携先端生命医科学研究教育施設が設立される。2008年4月29日の朝日新聞では、早稲田大学総長であった白井克彦は東京女子医科大学との合併交渉に触れて、そこで白井は医学部を持っていない方がメリットとして、医学部の設置には消極的であるということが表明された。なお水面下では東京女子医科大学だけでなく他の私立大学も合併交渉を進めていたが、順調ではなかった。

## 2010年代
橋本昌は医科大学の誘致を公約に掲げて2009年茨城県知事選挙に当選していた。それから茨城県は早稲田大学に医学部の設置を打診したのであるが、2011年9月21日に茨城県医師会は記者会見を開き反対を表明した。そして医学部は設置されないことになった。